# Église de Tous-les-Saints de Bardsey
 (novembre 2017).
Si vous disposez d'ouvrages ou d'articles de référence ou si vous connaissez des sites web de qualité traitant du thème abordé ici, merci de compléter l'article en donnant les références utiles à sa vérifiabilité et en les liant à la section « Notes et références ».
L’église de Tous-les-Saints (anglais : All Hallows Church) est une église paroissiale située à Bardsey, Yorkshire de l'Ouest en Angleterre.